# Lista de deputados estaduais de Minas Gerais da 12.ª legislatura
Esta é uma lista de deputados estaduais de Minas Gerais eleitos para a 12ª Legislatura. São relacionados o nome civil dos parlamentares que assumiram o cargo em 1991, cujo mandato expirou em 1995.

## Composição das bancadas
| Partido | Líder                     | Bancada | Posição      |
| ------- | ------------------------- | ------- | ------------ |
| PMDB    | Bernardo Rubinger         | 20 / 77 | Oposição     |
| PT      | Gilmar Machado            | 10 / 77 | Oposição     |
| PRN     | Homero Duarte             | 8 / 77  | Oposição     |
| PSDB    | Eduardo Brás              | 7 / 77  | Governo      |
| PFL     | Milton Salles             | 7 / 77  | Oposição     |
| PRS     | Álvaro Antônio            | 6 / 77  | Governo      |
| PL      | José Leandro Filho        | 5 / 77  | Governo      |
| PTB     | Roberto Amaral            | 4 / 77  | Governo      |
| PDS     | José Bonifácio de Andrada | 3 / 77  | Oposição     |
| PDT     | João Batista Rodrigues    | 3 / 77  | Independente |
| PMN     | Wellington de Castro      | 2 / 77  | Independente |
| PDC     | Ailton Vilela             | 1 / 77  | Independente |
| PTR     | Amilcar Padovani          | 1 / 77  | Governo      |

## Relação
| Nome                                                  | Partido | Observações |
| ----------------------------------------------------- | ------- | --- |
| Adelmo Carneiro Leão                                  | PT      | |
| Agostinho Patrús                                      | PFL     | |
| Ailton Paranaíba Vilela                               | PDC     | |
| Ajalmar José da Silva                                 | PRN     | |
| Álvaro Antônio Teixeira Dias                          | PRS     | |
| Ambrósio Pinto                                        | PRS     | |
| Amilcar Campos Padovani                               | PTR     | |
| Anderson Adauto Pereira                               | PMDB    | |
| Antônio Carlos de Jesus Fuzatto                       | PT      | |
| Antônio Carlos Ramos Pereira                          | PT      | |
| Antônio Genaro Oliveira                               | PRN     | |
| Antônio Júlio de Faria                                | PMDB    | |
| Antônio Milton Salles                                 | PFL     | |
| Benedito Rubens Renó Guedes                           | PTB     | |
| Bernardo Rubinger de Queiroz                          | PMDB    | |
| Célio de Oliveira                                     | PRN     | |
| Cleuber Brandão Carneiro                              | PFL     | |
| Cóssimo Baltazar de Freitas                           | PMDB    | |
| Custódio Antônio de Mattos                            | PSDB    | Renunciou em 31/12/1992, para ocupar o cargo de Prefeito Municipal de Juiz de Fora, sendo substituído por Antônio Oscar Pinheiro a partir de 14/1/1993.                                                                            |
| Dilzon Luiz de Melo                                   | PTB     | |
| Eduardo Brás Neto Almeida                             | PSDB    | |
| Elisa Maria Alves da Costa                            | PRS     | |
| Elmiro Alves do Nascimento                            | PFL     | |
| Elmo Braz Soares                                      | PMDB    | |
| Ermano Batista Filho                                  | PL      | |
| Francisco Ramalho da Silva Filho                      | PSDB    | |
| Geraldo Gomes Rezende                                 | PMDB    | |
| Geraldo Paulino Santanna                              | PMDB    | Licenciou-se para ocupar o cargo de Secretário de Estado de Assuntos Municipais, sendo substituído por Geraldo da Costa Pereira no período de 5/2 a 13/3/1991.                                                                     |
| Gilmar Alves Machado                                  | PT      | |
| Glycon Terra Pinto                                    | PMN     | |
| Gualter Pereira Monteiro                              | PL      | Renunciou em 31/12/1992, para ocupar o cargo de Prefeito Municipal de Congonhas, sendo substituído por Maria Olívia de Castro e Oliveira a partir de 5/1/1993.                                                                     |
| Hely Tarqüínio                                        | PRN     | |
| Homero Mauro Duarte                                   | PRN     | |
| Ibrahim Jacob                                         | PDT     | |
| Ivo José da Silva                                     | PT      | |
| Jaime Martins do Espírito Santo                       | PFL     | |
| João Batista Marques                                  | PMDB    | |
| João Batista Rodrigues                                | PDT     | |
| Jorge Hannas                                          | PFL     | |
| José Arnaldo Canarinho                                | PSDB    | |
| José Bonifácio Mourão                                 | PMDB    | |
| José Bonifácio Tamm de Andrada (José Bonifácio Filho) | PDS     | |
| José Castro Braga                                     | PDT     | |
| José Ferraz da Silva                                  | PRS     | |
| José Laviola Matos                                    | PMDB    | |
| José Leandro Filho                                    | PL      | |
| José Maria Pinto                                      | PRN     | |
| José Militão Costa                                    | PSDB    | |
| José Reinaldo de Lima                                 | PT      | |
| José Renato Novaes                                    | PMDB    | |
| Kemil Said Kumaira                                    | PMDB    | Licenciou-se para ocupar o cargo de Secretário de Estado de Assuntos Municipais, sendo substituído por Geraldo da Costa Pereira no período de 18/3/1991 a 31/12/1992 e Miguel Arcanjo da Costa Barbosa de 13/1/1993 a 1º/4/1994.   |
| Marcelo Vasconcelos de Oliveira (Marcelo Cecé)        | PMDB    | |
| Márcio Silvio Tôrres de Miranda                       | PRN     | |
| Marcos Helênio Leoni Pena                             | PT      | |
| Maria Elvira Salles Ferreira                          | PMDB    | |
| Maria José Haueisen Freire                            | PT      | |
| Mauri José Torres Duarte                              | PMDB    | |
| Mauro Lobo Martins Júnior                             | PL      | Licenciou-se para ocupar o cargo de Secretário de Estado dos Transportes, sendo substituído por Maria Olívia de Castro e Oliveira no período de 13/11/1991 a 31/12/1992 e Edward Álvares de Campos Abreu de 13/1/1993 a 1º/4/1994. |
| Paulo César de Carvalho Pettersen                     | PMDB    | |
| Paulo de Oliveira Carvalho                            | PMDB    | Renunciou em 31/12/1992, para tomar posse como Prefeito Municipal de Muriaé, sendo substituído por Geraldo da Costa Pereira a partir de 5/1/1993.                                                                                  |
| Paulo Fernando Soares de Oliveira                     | PRN     | Renunciou em 31/12/1992, para tomar posse como Prefeito Municipal de Governador Valadares, sendo substituído por Baldonedo Arthur Napoleão a partir de 14/1/1993.                                                                  |
| Péricles Ferreira dos Anjos                           | PSDB    | |
| Raimundo Silva de Albergaria                          | PDS     | Faleceu em 10/2/1992, sendo substituído por Jorge Eduardo Vieira de Oliveira a partir de 17/2/1992. |
| Raul Messias Franco                                   | PT      | |
| Rêmolo Aloise                                         | PMDB    | |
| Roberto Luiz Soares de Mello                          | PDS     | |
| Roberto Mauro Amaral                                  | PTB     | |
| Roberto Vieira de Carvalho                            | PT      | |
| Romeu Ferreira de Queiroz                             | PRS     | |
| Ronaldo Vasconcellos Novais                           | PL      | |
| Sebastião Costa da Silva                              | PFL     | |
| Sebastião Helvécio Ramos de Castro                    | PMDB    | |
| Simão Pedro Toledo                                    | PTB     | |
| Tarcísio Humberto Parreiras Henriques                 | PMDB    | |
| Wanderley Geraldo de Ávila                            | PSDB    | |
| Wellington Balbino de Castro                          | PMN     | |
| Wilson Pires Neves                                    | PRN     | |